# Angaridyela vitimica
Angaridyela vitimica  (лат.) — ископаемый вид пилильщиков рода Angaridyela из семейства Xyelidae.  Обнаружен в нижнемеловых отложениях Забайкалья (местонахождение Байса, аптский ярус, зазинская свита, Бурятия, около 120 млн лет). Длина тела 10 мм, длина переднего крыла 8 мм. 
Вид Angaridyela vitimica был впервые описан в 1966 году советским и российским энтомологом Александром Павловичем Расницыным (ПИН РАН, Москва, Россия) вместе с видами A. minor, A. pallipes, Kirghizoxyela mirabilis и другими. Включён в состав рода Angaridyela Rasnitsyn 1966 вместе с видами Angaridyela endemica, A. robusta и другими. Один из древнейших видов пилильщиков наряду с такими видами как Potrerilloxyela menendezi, Ferganoxyela sogdiana, Triassoxyela kirgizica, T. foveolata.